# Доміція Лонгіна

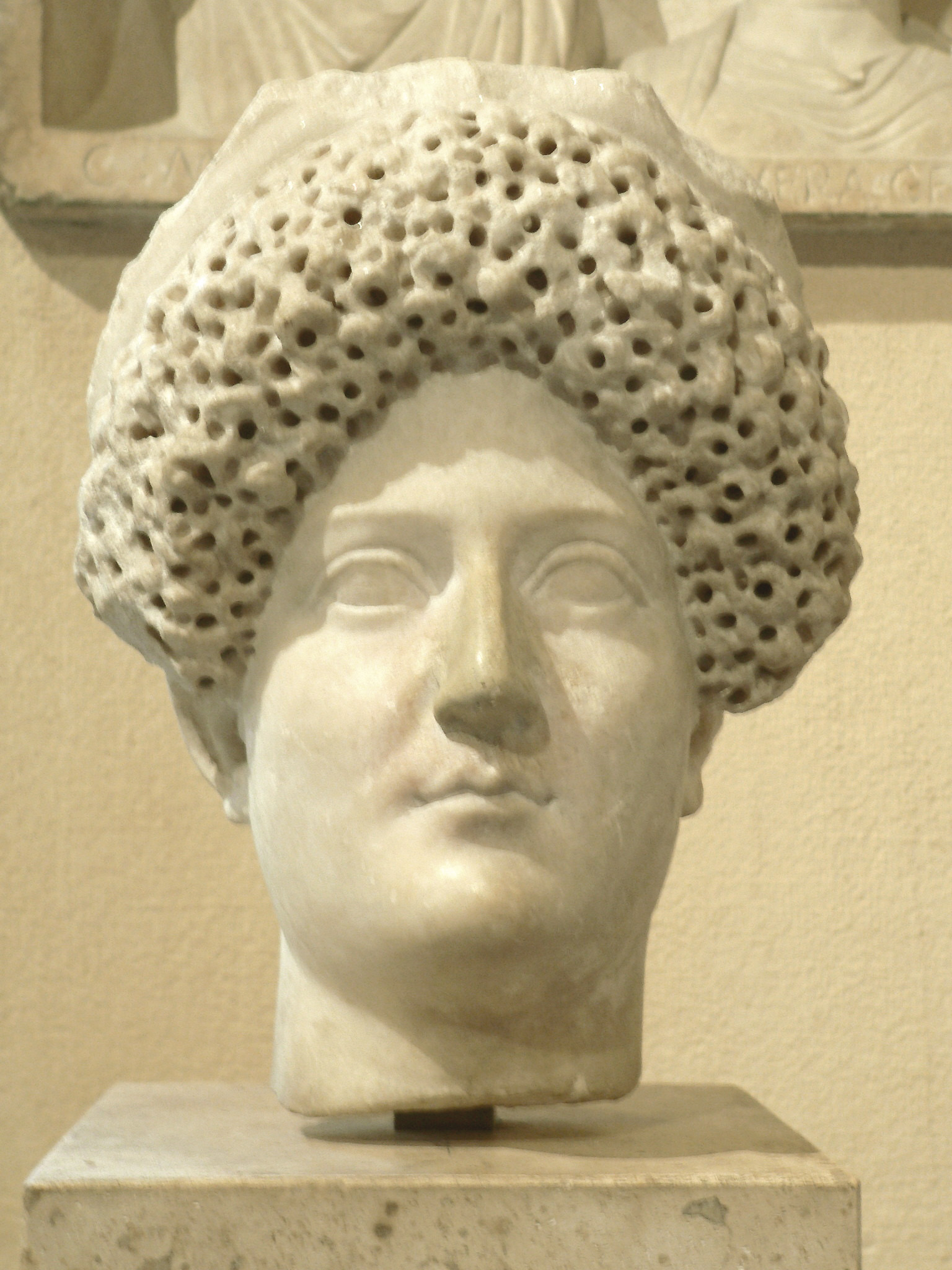

Доміція Лонгіна (лат. Domitia Longina, 53/55 — 126/130) — дружина римського імператора Доміціана.

## Життєпис

### Молоді роки
Походила з роду нобілів Доміціїв. Донька Гнея Доміція Корбулона, відомого військовика, та Кассії Лонгіни. Народилася 11 вересня у Римі. Про молоді роки мало відомостей. Становище родини погіршилося після загибелі батька Доміції у 65 році, якого імператор Нерон звинуватив у змові. В 69 році Доміція Лонгіна вийшля заміж за сенатора Луція Елія Ламія Плавція Еліана. Проте цей шлюб протримався недовго. Вже у 70 році Доміція спочатку стала коханкою Тіта Флавія Доміціана, а незабаром розлучилася з чоловіком й уклала шлюб зі своїм коханцем. У 73 році Доміція народила сина, який помер відразу після народження.

### Августа
Після того як Доміціан став імператором Сенат 14 вересня 81 року оголосив Доміцію Лонгіну Августою. Здебільшого Доміція жила з чоловіком у любові, втім мала коханців. Цим скористалися її супротивники, які у 83 році викрили зв'язок Августи з актором Парісом. Останній був вбитий на одній з вулиць Риму, а Доміцію Лонгіну відправлено у заслання. Також було страчено колишнього чоловіка Доміції — Елія Ламію. Але Лонгіна не довго була у засланні, адже Доміціан, нібито на прохання народу, повернув її до Риму. У 90 році Доміція Лонгіна народила дитину, яка виявилася мертвою. 

### Подальше життя
Після вбивства Доміціана 18 вересня 96 року Доміція втратила титул Августи. Після цього вона залишила Рим й сумирно мешкала у містечку Габії, де й померла поміж 126 та 130 роками. У 140 році її вільновідпущеники побудували у м.Габії храм на честь Доміції Лонгіни.